# Arquidiocese do Huambo
A Arquidiocese de Huambo (Archidiœcesis Huambensis) é uma arquidiocese da Igreja Católica situada em Huambo, em Angola. Seu actual arcebispo é Dom Zeferino Zeca Martins, S.V.D. e sua Sé é a Sé Catedral de Nossa Senhora da Conceição.
Possui 42 paróquias e abrange uma população de cerca de 2.083.000 habitantes, dos quais 61,4% são católicos (2006)

## História
A arquidiocese tem seu percurso histórico na criação da Missão Sui Iuris do Cunene, que havia sido ereta em 1881 a partir da Prefeitura Apostólica do Cubango em Angola (actual Diocese do Cuíto-Bié). A missão foi erguida na localidade de Huíla, que actualmente é um distrito urbano e extensão da cidade do Lubango.
Foi erigida com o nome de "Diocese de Nova Lisboa" a partir dos territórios da Missão Sui Iuris do Cunene e de parte da Prefeitura Apostólica do Cubango em Angola, em 4 de setembro de 1940, com sede transferida do Lubango para o Huambo (a cidade ainda tinha o nome de Nova Lisboa).
Foi elevada a arquidiocese em 3 de fevereiro de 1977 e, na esteira das mudanças ocorridas após a independência do país de Portugal, teve seu nome alterado para Huambo, homónimo da cidade-sede da arquidiocese.

## Episcopados
|            | Nome                           | Período    | Notas                        |
| Arcebispos | Arcebispos                     | Arcebispos | Arcebispos                   |
| ---------- | ------------------------------ | ---------- | ---------------------------- |
| 4º         | Zeferino Zeca Martins, S.V.D.  | 2018-atual |                              |
| 3º         | José de Queirós Alves, C.Ss.R. | 2004-2018  |                              |
| 2º         | Francisco Viti                 | 1986-2003  |                              |
| 1º         | Manuel Franklin da Costa       | 1977-1986  | Nomeado Arcebispo de Lubango |
| Bispos     |                                |            |                              |
| 2º         | Américo Henriques,             | 1972-1976  |                              |
| 1º         | Daniel Gomes Junqueira, C.S.Sp | 1941-1970  |                              |